# 24856 Messidoro
24856 Messidoro (tên chỉ định: 1996 AA4) là một tiểu hành tinh vành đai chính. Nó được phát hiện bởi Maura Tombelli và C. Casacci ở Đài thiên văn vật lý thiên văn Asiago gần Asiago, Italy, ngày 15 tháng 1 năm 1996. Nó được đặt theo tên Piero Messidoro, nhà kỹ thuật không gian người Ý.